# C-reactief proteïne
Het C-reactief proteïne (Engels: C-reactive protein), meestal afgekort tot CRP, is een zogenaamd acutefase-eiwit. CRP wordt geproduceerd door de lever en afgegeven in de bloedbaan.
Na het ontstaan van een ontsteking neemt de hoeveelheid CRP in het lichaam binnen een paar uur toe. Hierdoor is CRP waardevol voor het vaststellen van de aanwezigheid van een ontsteking of om het effect van een medische behandeling op de ontsteking te volgen. De toename van CRP wordt vaak al gezien voordat er klinische symptomen van een ontsteking door de patiënt worden waargenomen. CRP is niet specifiek genoeg om de oorzaak van de ontsteking aan te tonen, maar het is een signaalmolecuul dat aangeeft dat aanvullend medisch onderzoek nodig is.
Naast de gebruikelijke CRP-test is er ook een ultrasensitieve CRP-bepaling op de markt gekomen, hs-CRP; high sensitive CRP of C-reactief proteïne (CRP), ultra-sensitief, waarmee zeer laaggradige ontstekingsreacties aangetoond kunnen worden. Uit diverse recente studies is duidelijk geworden dat de hs-CRP, met name indien gecombineerd bepaald met het totaal cholesterol en het HDL-cholesterol, een sterke voorspeller is van toekomstige coronaire aandoeningen bij ogenschijnlijk gezonde personen.
Voordat CRP toegepast werd, werd er gebruikgemaakt van de bezinking (erytrocytbezinkingssnelheid ofwel BSE), voor het aantonen van een ontsteking. Bij het begin van een ziekteproces kan het echter enkele dagen duren voordat er een stijging van de BSE optreedt. Daarmee verandert de bezinking veel trager dan het CRP, dat in zes tot acht uur na begin van de ontsteking verhoogd is. Ook daalt de BSE na het uitdoven van een ziekteproces veel trager dan het CRP. Verder is de bezinking ook afhankelijk van onder andere geslacht, leeftijd, zwangerschap, geneesmiddelengebruik, hematocriet en morfologie van de rode bloedcellen. Door al deze factoren is de bezinking in de acute fase van de ontsteking van minder diagnostische waarde geworden.

## Normaalwaarde
De normaalwaarde voor gezonde volwassenen is lager dan 5 mg/l.